# Panama City Beach
Panama City Beach es una ciudad ubicada en el condado de Bay en el estado estadounidense de Florida. En el Censo de 2010 tenía una población de 12.018 habitantes y una densidad poblacional de 249,3 personas por km².

## Geografía
Panama City Beach se encuentra ubicada en las coordenadas 30°13′58″N 85°52′43″O / 30.23278, -85.87861, a la orilla del golfo de México, en la región conocida como mango de Florida. Según la Oficina del Censo de los Estados Unidos, Panama City Beach tiene una superficie total de 48.21 km², de la cual 47.64 km² corresponden a tierra firme y (1.17%) 0.56 km² es agua.

## Demografía
Según el censo de 2010, había 12.018 personas residiendo en Panama City Beach. La densidad de población era de 249,3 hab./km². De los 12.018 habitantes, Panama City Beach estaba compuesto por el 89.52% blancos, el 2.27% eran afroamericanos, el 0.58% eran amerindios, el 2.73% eran asiáticos, el 0.05% eran isleños del Pacífico, el 1.78% eran de otras razas y el 3.06% pertenecían a dos o más razas. Del total de la población el 5.8% eran hispanos o latinos de cualquier raza.